# 토론토의 노면 전차
토론토의 노면전차(영어: Toronto streetcar system)는 토론토 교통국이 운영하는 10개 노선으로 이루어진 노면전차 체계로, 북미에서 두 번째로 가장 승객이 많은 경전철 체계이다. 노면 전차는 대부분 토론토 도심에 집중되어있고 온타리오호와 맞닿아있다. 노면전차 노선 대부분은 19세기로 거슬러 올라가며 차도를 따라 놓인 궤도를 따라 버스처럼 지정된 정류장에 승객의 요청으로 정차한다.
토론토의 노면전차는 시내의 대부분 지상 교통을 담당하며 지상 교통 노선 중에서 가장 많이 이용하는 노선 다섯 개 중 네 개는 노면 전차 노선이다. 2019년 기준으로 연간 7800만 명이 노면전차를 이용한다.

## 역사

### 초창기 (1861-1945)
1861년, 토론토시는 윌리엄스 옴니버스 버스의 승객 수가 포화 상태에 이르자 결의안 제14호, 조례 제353호에 따라 마차 운행권을 30년 동안 인가하였다. 1861년 9월 11일에 알렉산더 이스턴의 토론토 노면 철도 (Toronto Street Railway, TSR)가 캐나다 최초의 노면전차를 선보였고 요크빌 시청에서 세인트로렌스 시장까지 운행하였다. TSR의 인가가 끝나갈 무렵 시 당국이 8개월 동안 노면 철도를 직접 운행하였으나 이후 1891년에 토론토 철도 회사 (Toronto Railway Company, TRC)에 30년동안 운행권을 인가하였다. TRC는 토론토에서 처음으로 말로 운행하지 않는 차를 선보였다. 1892년 8월 15일에는 전력으로 운행하는 노면전차가 운행을 시작하였고, 운행권 조건을 준수하기 위해 1894년 8월 31일에 마차 운행이 중단되었다.
시의 운행권 조건을 해석하는 데 시 당국과 TRC간의 마찰이 있었는데, 1912년에 들어서서 토론토는 동쪽, 서쪽, 북쪽으로 인접한 지자체를 흡수하면서 시 경계는 점차 넓어졌다. 시 당국은 새로 통합한 지자체에도 노면 전차를 운행할 것을 요구하였으나 부지기수였다. 시는 결국 공영 철도회사인 토론토 시립 철도 (Toronto Civic Railways)를 설립하였고 새로운 노선을 신설하였다. 시 당국과 TRC간의 법정 공방 끝에 TRC는 신차를 선보였는데 낡은 디자인이였다. TRC 운행권 인가가 끝난 1921년, 토론토시는 기존 토론토 철도 회사와 토론토 시립 철도를 통합한 토론토 교통국 (Toronto Transportation Commission, TTC)을 선보였다.
TTC는 1921년 당시 노면전차만 운행하였으며, 1923년에 토론토 교외 철도 (Toronto Suburban Railway, TSR)의 램턴 (Lambton), 대번포트 (Davenport), 웨스턴 (Weston) 선을 인수하여 운영하였다. 1925년, 요크 타운십의 요청에 따라 노면전차를 요크에서도 운행하게 되었다. 그 노선 중 하나는 TSR이 운영하던 웨스턴선이였다.
1927년, 토론토 교통국은 토론토 및 요크 광역철도 (Toronto and York Radial Railway)가 운영하던 광역 노선 세 개를 도맡아 운영하였다. TTC는 차고와 같은 시설과 장비를 공유하기 위해 이 노선을 노면전차 체계와 연결하였으나 광역철도는 TTC의 광역철도 전담 부서에서 맡게 되었다. TTC가 운영하던 마지막 광역 노면전차인 노스영 철도 (North Young Railways)는 1948년에 운행을 중단하였다.

### 쇠퇴기 (1945-1989)
2차 세계대전 직후, 북미와 유럽 등지에서 출퇴근 수단이 자가용 위주로 변하면서 노면전차를 버스로 대체하려는 움직임이 많이 보였다. 1950년대에 TTC는 노면전차에 계속 투자하였고 클리블랜드, 캔자스시티, 신시내티와 같은 다른 도시에서 운행을 중단하게 된 노면전차를 대거 들여왔다.
1966년, TTC는 노면전차는 시대에 뒤떨어진 교통 수단이라 판단하고 1980년까지 모든 노면전차 노선의 폐선을 추진하였다. 북미의 다른 도시에서 거의 자취를 감추었고 이에 따라 신차를 다른 곳에서 매입하고 지금 운영하는 노면 전차를 유지보수하기 힘들었다. 윌리엄 알렌 토론토 통합시장은 1966년에 노면 전차는 마차나 카트만큼이나 구시대적인 교통 수단이라고 주장하였다. 1966년에 블루어-댄포스선이 개통할 때 노면전차 노선 다수가 운행을 중단하였다.
노면전차를 폐선하려는 움직임은 수많은 사람들의 반발을 샀고 앤드루 바이밀러 교수와 대중교통 옹호자였던 스티브 먼로를 주축으로 "토론토를 위한 노면전차" (Streetcars for Toronto)라는 단체가 설립되어 폐선을 반대하는 데 적극 나섰다. 폐선 반대 축에는 토론토 시의원이였던 윌리엄 킬본과 폴 피켓, 도시학자이자 사회운동가였던 제인 제이콥스도 동참하였다. 토론토를 위한 노면전차는 TTC 이사회에서 현 노면전차 체계를 유지보수하는 게 버스로 전환하는 것보다 장기적으로 예산을 절감하는 길이라는 보고서를 발표하였다. 또한 버스보다 노면전차를 선호했던 여론과 맞물려 이사회는 기존 폐선 결정에서 선회하였다.
토론토에서 가장 붐비는 남북 및 동서축 노면전차 노선은 영-유니버시티선과 블루어-댄포스선 지하철로 대체되었고 노스영과 오크우드를 포함한 북쪽 끝에 있던 노면 전차 노선은 트롤리버스 (이후 디젤 버스)로 대체되었다. 세인트클레어 애비뉴 북쪽 구간을 운행하던 두 개의 노면전차 노선은 다른 이유로 운행이 중단되었는데, 로저스 로드를 따라 운행하던 노면전차는 다른 노선에 배치하기 위해 운행이 중단되었고, 마운트플레전트 노선은 노면전차가 차량 속도를 저하한다는 불평에 따라 운행이 중단되었다. TTC는 트롤리버스로 대체하는 것이 기존 선로를 교체하는 것보다 비용이 덜 들어간다는 이유에서 폐선을 추진하였다.
하지만 토론토 교통국은 기존 노선을 대부분 유지하였고 새로 맞춤 제작을 주문한 캐나다 경전철 차량 (Canadian Light Rail Vehicles, CLRV)과 굴절 경전철 차량 (Articulated Light Rail Vehicles, ALRV)을 구매하였고 첫 CLRV 차량이 1979년에 반입되었다. 교통국은 또한 기존의 PCC 차량의 내구연한이 다 될 때까지 계속해서 사용하였다.
키플링역이 1980년에 2호선 블루어-댄포스선의 종착역으로 개통할 때 추후에 노면전차나 경전철 승강장을 지을 수 있는 공간을 버스 승강장 맞은 편에 마련해두었지만 별다른 발전 움직임이 보이지 않았다. 1980년대 초반에는 케네디역에서 스카버러 타운 센터까지 이어지는 노면전차 노선을 개통할 예정이었으나 온타리오 주정부는 이 노면전차를 중형전철로 바꾸고 공사에 들어가는 추가 비용을 부담하겠다고 제안하였다. 추가 비용은 1억 달러에 달했고 이에 따라 3호선 스카버러 RT가 생겨났고 스카버러에 노면전차는 돌아오지 않았다.

### 두 번째 확장 (1989-2000)
토론토 교통국은 1989년에 노면전차 노선 신설을 재개하였다. 처음에 지어진 노선은 604번 하버프론트 (Harbourfront)로 유니언역에서 베이 스트리트를 따라 지하로 이어지고 퀸스 키의 중앙 전용 차로를 따라 스파다이나까지 이어졌다. 이 노선은 1997년에 스파다이나 애비뉴의 중앙 차로를 따라 연장되었으며 스파다이나역에 종착하게 되었다. 604번 하버프론트는 510번 스파다이나 (Spadina)로 노선명이 변경되었고 새로 개통한 노면전차 노선은 77번 스파다이나 버스를 대체하였다. 1997년부터 스파다이나 노면전차는 토론토의 차이나타운과 토론토 대학교 캠퍼스 연선의 승객들을 남북으로 실어나르게 되었다. 퀸스 키의 노면전차 선로는 2000년에 배서스트까지 연장되어 511번 배서스트 노면전차와 환승할 수 있도록 하였으며, 이와 동시에 509번 하버프론트 노면전차가 유니언역에서 캐나다 내셔널 박람회가 열리는 엑시비션 플레이스에 새로 개량된 엑시비션 루프를 잇는다.

### 오늘날 (2001년 - 현재)
2003년에 다다라서 토론토 노면전차 선로는 3분의 2가 자갈 위에 보존 처리가 되지 않은 침목과 용접하지 않은 선로가 깔린 관계로 상태가 불량하였다. 이에 따라 선로가 쉽게 떨어져 나갔고 10~15년마다 다시 같은 곳을 파야 했다. 이에 따라 TTC는 선로를 다른 공법을 이용해 새로 놓기로 하였다. 새로운 공법으로 자갈 위에 콘크리트를 붓고 그 위에 용접한 뒤 레일 클립과 고무로 감싼 선로를 끼워 넣기 위해 콘크리트 층을 더하였다. 이에 따라 선로는 훨씬 안정적이고 진동이 덜 하여 소음이 줄어들었다. 새로운 선로는 내구연한이 기존 10~15년에서 25년으로 늘어나게 되며 이후 선로를 교체하기 위해 상층부의 콘크리트만 드러내면 된다.
512번 세인트클레어 노면전차는 510번 스파다이나 노면전차와 비슷하게 선로 중앙에 전용차선을 설치하는 공사가 이루어졌고 2010년 6월 30일에 완공되었다.
2010년 12월 19일, 론세스빌즈 애비뉴에 승객들이 인도에서 노면전차를 바로 탈 수 있도록 확장형 정류장이 설치되었고 이에 따라 504번 킹 노면전차가 운행을 재개하였다. 노면전차가 다니지 않을 때에는 자전거가 정류장과 인도 사이를 다닐 수 있도록 하였다.
2014년 10월 12일, 레이크쇼어 블루버드가 스파다이나 애비뉴에서 요크 스트리트까지 개량되면서 509번 하버프론트 노면전차의 운행이 재개되었다. 이에 따라 레이크쇼어에 있던 노면전차 선로는 도로 남쪽 끝에 있는 공원을 따라 이설되었다.
한편, 토론토 교통국은 정시성을 늘리기 위해 2015년 6월 7일부로 일요일에만 정차하는 정류장을 전면 폐쇄하였다. 일요일에만 정차하는 정류장은 1920년에 교회 신자들을 위해 교회 앞에 설치해두었으나 기독교 신자가 아닌 사람들과 비교해 형평성에 어긋난다는 이유이기도 하였다.
2014년 8월 31일에 플렉시티 아웃룩 두 대가 처음으로 반입되어 510번 스파다이나 노선에 투입되었다. 2015년 11월 22일, TTC는 플렉시티 아웃룩 노면전차를 새새로 개장한 레슬리 차량기지에서 관리하기 시작하였다. 2016년 1월 3일에 다다라서 510번 스파다이나는 신형 노면전차를 주로 이용하여 휠체어 승객들도 손쉽게 이용할 수 있게 된 첫 전차 노선이 되었다. 하지만 신형 노면전차가 부족할 경우 예비용으로 기존의 CLRV나 ALRV 전차도 운행하도록 하였다.
2015년 12월 14일, TTC는 모든 노면전차 노선에 걸쳐 프레스토 카드를 도입하고 뒷문 승차를 허용하였다. 이에 따라 모든 승객들은 전차에 승차할 때 요금을 지불했다는 증명이 있어야 한다.
2016년 6월 19일, 킹 스트리트를 따라 운행하는 504번 킹 노선을 보충하기 위해 514번 체리 노선이 더퍼린에서 수마크까지 운행을 시작하였다. 새 전차 노선은 최대 15분 간격으로 운행하고 신형 전차가 반입되는 대로 도입되었다. 514번 동쪽 끝은 새로 지어진 체리 스트리트 전차 선로로 도로 한 켠에 차도와 분리되어 운행한다.
2017년 9월 12일, 509번 하버프론트는 토론토에서 집전장치가 트롤리홀에서 팬터그래프로 바뀐 첫 노면전차 노선이 되었다. 한편 2018년 10월 7일에는 514번 체리 노선이 504번 킹으로 대체되었고 종점은 더퍼린 게이트 루프와 디스틸러리 루프 등 두 지선으로 이원화되었다.

## 노선
2017년 통계에 따르면 토론토 교통국은 344.3km에 달하는 노면전차 노선이 토론토의 83km의 선로를 따라 운행한다. TTC가 정기적으로 운행하는 노면전차 노선은 총 11개이다.
| 노선 번호 | 노선 명칭    | 노선 명칭    | 총 연장                    | 비고 | 차종                 |
| --------- | ------------ | ------------ | -------------------------- | --- | -------------------- |
| 501       | 퀸           | Queen        | 24.43km                    | 네빌파크 루프와 롱브랜치 루프 사이를 운행. 2019년 9월부터 11월까지 공사가 진행 중인 관계로 이 버스는 아래와 같이 세 구간으로 나뉘어 운행한다. - 501A: 험버 루프 - 그린우드 / 퀸 (러셀 차량기지) - 501L: 롱브랜치 루프 - 험버 루프 - 501R: 리버 스트리트 - 네빌파크 (버스로 대체 운행) 심야 시간대에는 301번 퀸이 운행한다. | 플렉시티, 버스       |
| 502       | 다운타우너   | Downtowner   | 9.38km                     | 월요일부터 금요일까지 주간 운행. 저녁과 주말에는 22A번 콕스웰로 대체 운행. 2019년 9월부터 11월까지 공사가 진행되고 있는 관계로 이 노선은 503번 킹스턴 로드로 대체 운행하고 있다. |                      |
| 503       | 킹스턴 로드  | Kingston Rd  | 8.97km                     | 이 노선은 평일 러시 아워에만 운행한다. 2019년 9월부터 11월까지 진행되고 있는 공사로 이 노선은 평일 주간에 502번 다운타우너를 대체하여 운행한다. | 버스                 |
| 504       | 킹           | King         | 504A: 10.39km 504B: 9.61km | 이 노선은 두 지선으로 운행한다. - 504A: 던다스 웨스트역 - 디스틸러리 루프 - 504B: 브로드뷰역 - 더퍼린 게이트 심야 시간대에는 304번 킹으로 운행한다. | 플렉시티             |
| 505       | 던다스       | Dundas       | 10.74km                    | | 버스                 |
| 506       | 칼턴         | Carlton      | 14.82km                    | 심야 시간대에는 306번 칼턴으로 운행. 칼턴 뿐만 아니라 칼리지, 제럴드 스트리트를 따라 운행한다. | CLRV, 플렉시티, 버스 |
| 508       | 레이크쇼어   | Lake Shore   | 9.40km                     | 평일 러시 아워에만 운행 | 플렉시티             |
| 509       | 하버프론트   | Harbourfront | 4.65km                     | 전용 선로를 따라 운행 | 플렉시티             |
| 510       | 스파다이나   | Spadina      | 6.17km                     | 전용 선로를 따라 운행. 심야 시간대에는 310번 스파다이나로 운행. | 플렉시티             |
| 511       | 배서스트     | Bathurst     | 6.47km                     | | CLRV                 |
| 512       | 세인트클레어 | St. Clair    | 7.01km                     | 전용 선로를 따라 운행 | 플렉시티             |

신형 전차인 플렉시티의 수주가 지연되고 있는 데다가 공사에 따른 우회 운행으로 일부 노면전차 노선은 버스로 대체 운행하고 있다. 일부 노선은 차도와 분리된 전용 선로로 다니며 지정된 정거장에 정차 요청을 통해 정차한다.

### 노선 번호
1980년까지만 해도 노면전차에는 번호가 존재하지 않고 노선 이름으로 불렸다. CLRV 전동차가 도입되면서 TTC는 노면전차 노선에 500번대 노선 번호를 부여하였다. CLRV는 차량 정면에 있는 하나의 롤지를 이용해 다양한 노선 번호와 행선지를 보여주었고 PCC 전동차는 노선 식별자와 종점 등 두 개의 롤지를 사용하였다. 새로 도입된 플렉시티 전동차에는 노선 번호와 이름, 행선지가 전광판에 나온다.
심야 노면전차 노선 네 개는 300번대로 노선 번호가 배정되었다. 하버프론트 노면전차는 1990년에 도입되었을 때 604번으로 불러 토론토 지하철과 같은 반열에 들도록 배정하였으나 1996년에 노선 번호를 변경하여 다른 노면전차 노선과 같이 하버프론트를 500번대로 배정하였고 이후 스파다이나 노면전차는 510번으로, 하버프론트는 509번으로 배정되었다.
노면전차가 선로 공사, 화재, 행사 또는 차량 부족 등의 이유로 부득이하게 버스로 운행할 때에는 셔틀버스가 노면전차와 같은 번호를 달고 운행한다.

### 지하철 환승
세인트클레어 웨스트, 스파다이나, 유니언역에서는 노면전차가 터널을 통해 역 안에 있는 지하 승강장으로 진입하며, 세인트클레어, 던다스 웨스트, 배서스트, 브로드뷰, 메인 스트리트역에서는 노면 전차가 지상층에 있는 승강장으로 진입한다. 유니언역을 제외한 시내에 있는 8개 지하철역에서는 노면전차가 역 밖에 있는 정류장에 정차한다. 유니언과 던다스 웨스트역에서는 또한 GO 트랜싯 및 유니언-피어슨 급행 열차로 갈아탈 수 있다.

### 전용 선로
토론토 노면전차 노선 대부분은 차도에 설치되어 자동차와 같이 혼합 교통으로 이동하며, 이 선로 구조는 19세기 말과 20세기 초로 거슬러 올라간다. 하지만 비교적 최근에 설치된 선로는 전용 선로를 이용해 자가용과 섞이지 않는다. 대부분의 전용 선로는 기존 도로의 차로 중앙에 설치되어있으며 커브를 설치해 자동차가 전용 선로에 들어오는 것을 막아두었다. 또한 교차로에서는 노면전차를 위한 전용 신호가 설치되었다. 501번 퀸 노면전차는 1957년부터 퀸스웨이를 따라 험버에서 서니사이드 루프까지 전용 선로로 운행하였고 1990년대부터는 퀸스키, 스파다이나 애비뉴, 세인트클레어 애비뉴 웨스트, 플리트 스트리트 등 시내 도로에 전용 선로가 설치되었다.
스파다이나, 유니언, 세인트클레어 웨스트와 같은 역으로 이어지는 전용 선로는 지하 터널로도 운행한다. 노면전차 전용 지하 터널 중에서 가장 긴 구간은 베이 스트리트를 따라 유니언역에서 퀸스키까지 이어지는 700m 지하 선로로, 베이와 퀸스키에 있는 지하 노면전차 승강장도 포함되어있다.
2000년대 초반, 토론토 교통국은 1928년부터 1935년 사이에 제거되었던 세인트클레어 애비뉴의 노면전차 전용 선로를 재건축하였다. 이 공사에 항의해 TTC를 상대로 공사 중지 가처분 소송을 제기한 인근 상인들은 2005년 10월에 승소하여 공사가 중지되었지만 2006년 2월 항소심에서 시 측의 손을 들어주어 2006년 중순에 공사가 재개되었다. 세인트클레어 전용도로는 세인트클레어역에서 본 로드까지 2006년 말까지 완공되었고 2007년 2월 18일부터 본격적으로 운행에 들어갔다. 2단계 공사는 2007년 중순부터 더퍼린 스트리트에서 칼레도니아 로드까지 시작되었고 2009년 12월 20일에는 세인트클레어에서 랜즈다운 애비뉴 남쪽과 서쪽에 있는 얼스코트 루프까지 3단계 공사가 진행되었다. 마지막 단계인 얼스코트 루프에서 킬 스트리트 서쪽의 건스 루프까지 공사는 2010년 6월 30일에 완공되어 노면전차가 전용도로 전구간 운행하였다.
2007년 9월부터 2008년 3월 사이에 배서스트 스트리트에서 엑시비션 루프 사이의 플리트 스트리트 선로가 노면전차 전용 선로로 바뀌었고 511번 배서스트와 509번 하버프론트 노면전차가 이 선로를 이용하고 있다. 이와 동시에 노면전차 선로와 가공 전차선이 퀸스 와프 등대에 있는 플리트 루프에 설치되었다.
504A번 킹 노면전차의 동쪽 구간은 도로변을 따라 전용 선로로 운행하는데, 이는 2012년에 공업 지역에였던 웨스트던랜즈 (West Don Lands)와 디스틸러리 지역 (Distillery District) 재개발과 동시에 개통하였다.
킹 스트리트 시범 프로젝트 (King Street Pilot Project)를 통해 킹 스트리트에는 노면전차 통행에 우선권을 주게 되었는데, 전용도로는 아니지만 자동차는 배서스트에서 자비스까지 주요 교차로에서 직진은 불가능하고 우회전만 할 수 있도록 설계되었다. 2018년 12월, 토론토 시의회는 시범 프로젝트를 2019년 7월 말까지 7개월 연장하기로 하였고 2019년 4월 16일에는 시의회에서 이 프로젝트를 영구화하는 방안을 찬성 22표, 반대 3표로 가결하였다.

## 철도 차량

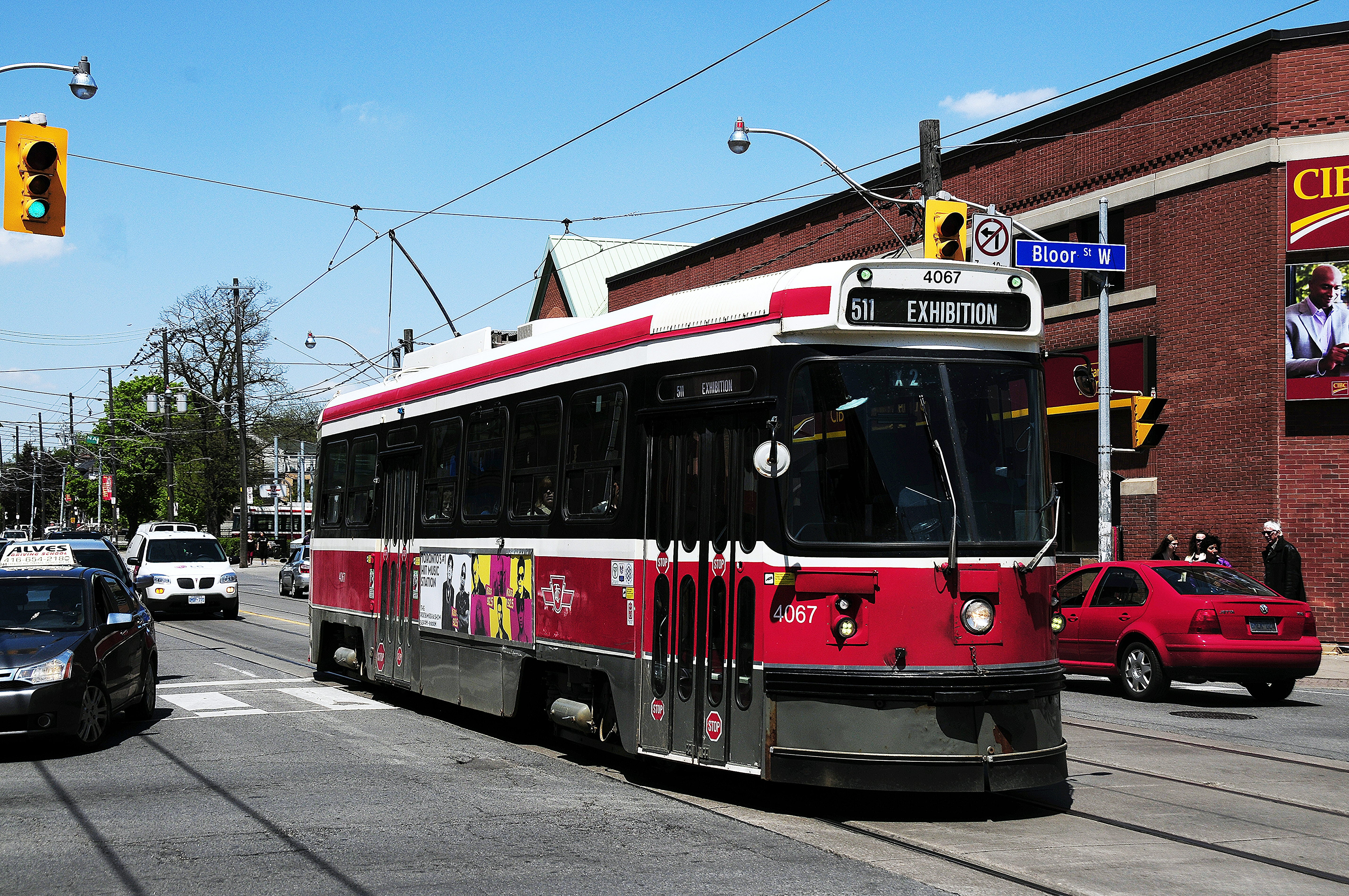
CLRV 4067호 차량

토론토 철도 회사(Toronto Railway Company), 토론토 시민 철도(Toronto Civic Railways), 토론토 및 요크 래디얼 철도(Toronto & York Radial Railway) 및 토론토 교외 철도(Toronto Suburban Railway)를 포함한 TTC 전임자 회사로부터 수백 대의 차량을 인수했다.
1920년대에 TTC는 새로운 Peter Witt 전차를 구입했으며 1960년대에도 계속 사용되었다. 1938년 TTC는 최초의 Presidents' Conference Cars(PCC)를 운영하기 시작했으며 결국 북미 지역의 어느 도시보다 더 많이 운영했다. 이 차량 중 마지막 차량은 새로운 Canadian Light Rail Vehicle(CLRV)가 서비스를 시작한 1990년대에 전시간 영업 운행에서 퇴역했다.
2014년 8월 31일, TTC는 첫번째 봄바디어 플렉시티 아웃룩(Bombardier Flexity Outlook) 차량을 운영하기 시작했다. 이 새로운 차량이 더 많이 도입되고 서비스를 시작할수록 오래된 차량이 점차 서비스에서 퇴역된다.

### TTC에서 구입한 노면전차
유형 내의 모든 숫자가 사용된 것은 아니다.
| 차량번호            | 유형                     | 운행 년도 | 참고 |
| ------------------- | ------------------------ | --------- | --- |
| 2300–2678 2900–3018 | 피터 위트(Peter Witt)    | 1921–1954 | "대형" 위트; 짝수만 존재                                                                                                   |
| 2700–2898           | 피터 위트(Peter Witt)    | 1922–1965 | "소형" 위트; 짝수만 존재                                                                                                   |
| 2301–2419           | 2-도어 트레일러(trailer) | 1921–1938 | 홀수만 존재 |
| 2701-3029           | 3-도어 트레일러(trailer) | 1923–1954 | "하비(Harvey)" 트레일러; 홀수만 존재                                                                                       |
| 4000–4299 4575–4601 | PCC                      | 1938–1971 | air-electric |
| 4300–4574 4625–4779 | PCC                      | 1947–1995 | all-electric, PCC 4500 및 4549호는 복원되어 유지 관리됨                                                                    |
| 4000–4199           | CLRV                     | 1977–현재 | 2014년에 Flexity Outlook이 운행에 들어가기 시작함에 따라 단계적으로 퇴역할 예정이다.                                       |
| 4200–4251           | ALRV                     | 1987–현재 | articulated; Flexity Outlook(토론토 LRT 차량)이 2014년에 운행에 들어가기 시작함에 따라 단계적으로 퇴역할 예정이다.         |
| 4900                | ALRV                     | 1982–1983 | 프로토타입; TTC가 아닌 UTDC가 소유했다. TTC 시운전에 사용되어 반환되었다. (나중에 스크랩됨); 유사한 TTC 체계로 그져져있다. |
| 4400–4603           | Flexity                  | 2014–현재 | 2013, 시운전; 2014, 정식 운행                                                                                              |

### 동계 운영 문제
CLRV와 ALRV의 차량은 공압관(pneumatic line)의 습기가 차가워지면서 문과 제동 장치가 작동하지 않아 2015년 초 극한의 추운 날씨에 작동 문제를 경험했다. 결과적으로, TTC는 차량이 도로를 막지 못하게 하거나 브레이크가 설치되지 않을 때 사고를 당하지 않도록 극한의 추위 상황에서 버스를 대체한다. 위의 문제는 전자 제동(electronic braking) 및 출입문 제어를 사용하는 새로운 Flexity 차량으로 해결되고 있다.

## 궤간

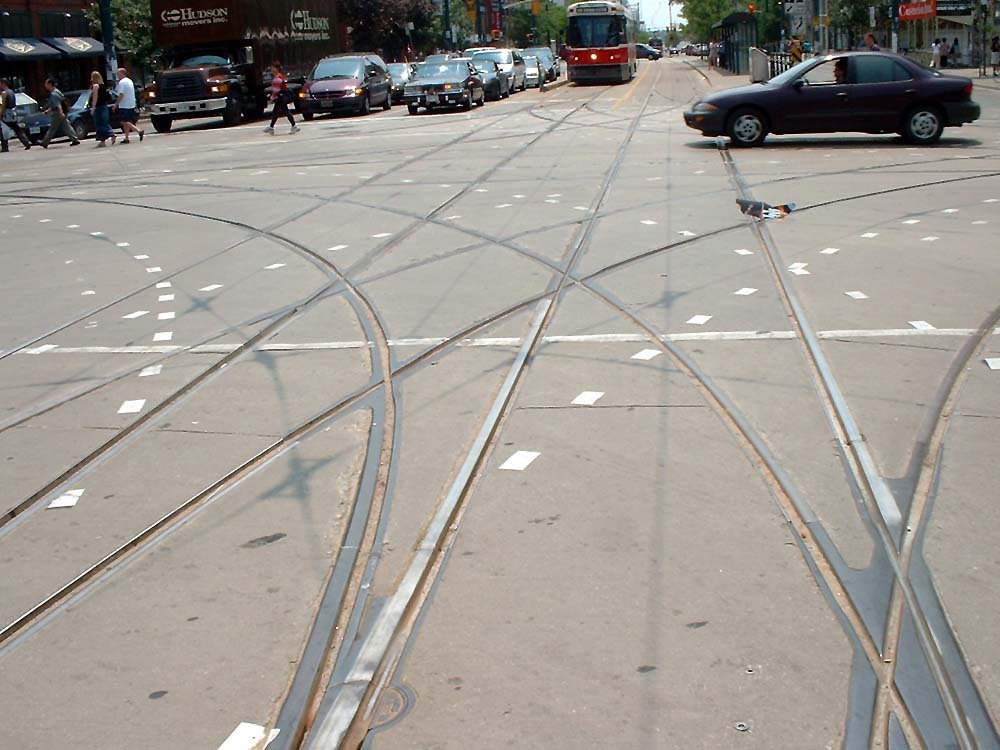
스파다이나 애비뉴(Spadina Avenue)와 퀸 스트리트 W(Queen Street West) 교차로의 그랜드 유니언(Grand union)

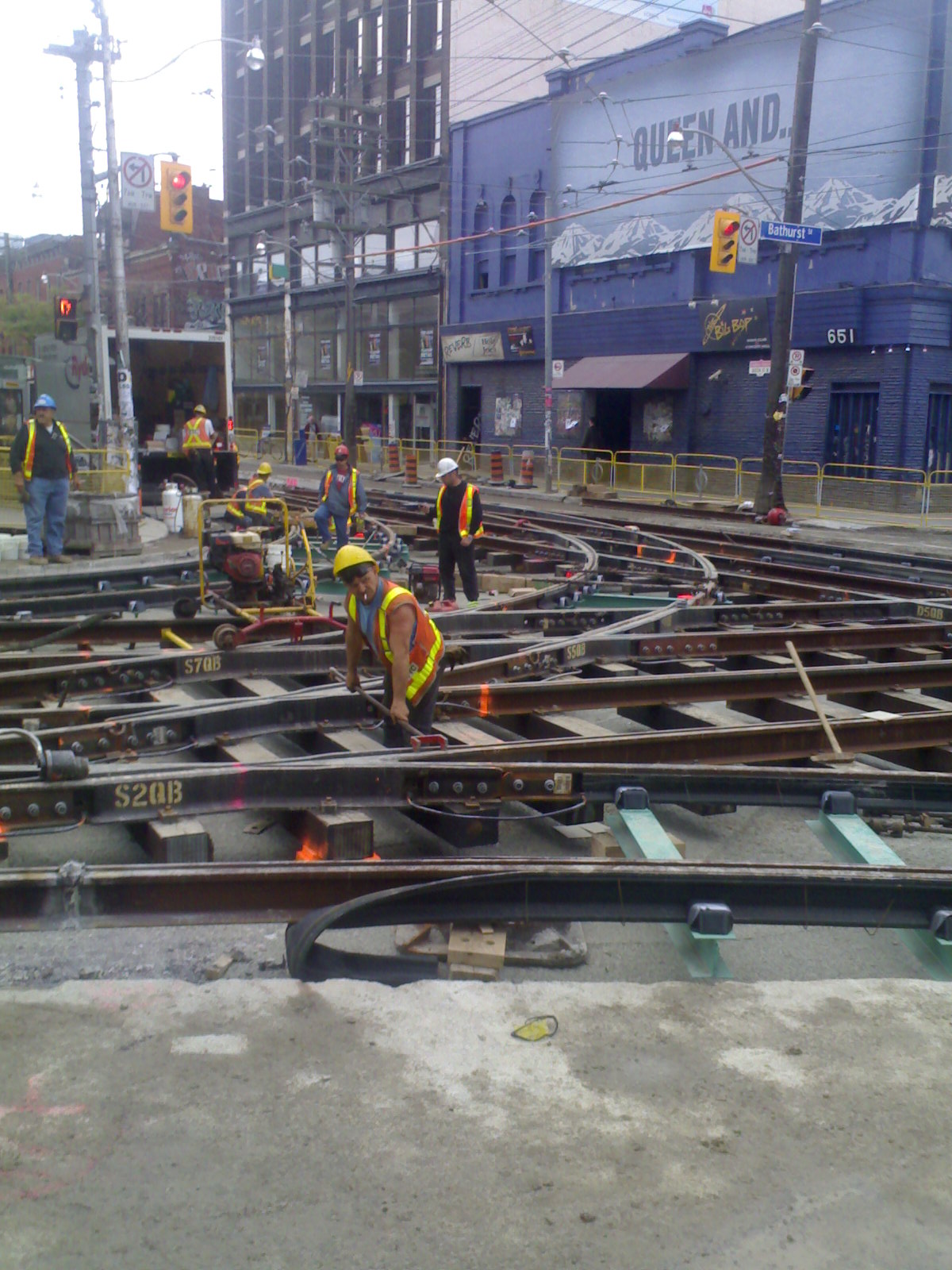
2007년 (Bathurst Street)와 퀸 스트리트(Queen Street)에서의 전차 궤도 재건

토론토의 전차와 지하철의 궤도는 스카버러 RT에서 쓰는 일반적인 4 ft 8 1⁄2 in (1,435 mm) 표준궤보다 2 3⁄8 in (60 mm) 넓은, 4 ft 10 7⁄8 in (1,495 mm) 토론토 궤간으로 제작되었다.
화차는 보통 표준궤로 제작되었으므로 전차 궤도는 약간 넓게 선택되어 화차가 궤도의 안쪽 부분과 바깥의 노면 전차를 타도록 허용했다. 윌리엄스 옴니버스 버스 라인(Williams Omnibus Bus Line)은 1861년에 이 궤도에 맞게 버스의 궤도를 변경했다. 당시 마차철도의 궤도는 현대의 'T'레일이 아니었지만, 넓고 평평했으며 선로 외곽에는 돌출된 부분이 있었다.
TTC에 따르면, 토론토는 전차 운영 사업자를 통해(첫 1861년에 토론토 스트리트 철도(Toronto Street Railway), 이후 1891년에 토론토 철도 회사(Toronto Railway Company), 그리고 1921년에 TTC), 해밀턴(1950년대까지)와 뉴욕과 시러큐스와 같은 많은 미국 도시에서 일반적인 관행이었던, 도시 철도를 통해 증기 기관차와 화물 열차의 운행을 허용했다.
거리의 표준궤 레일은 이것을 허용했지만, 증기 철도 장비는 노면 전차망의 급커브를 따라갈 수 없었다. 도시 거리에서 운행 반대는 노선들이 TTC 궤간으로 변경된 후에도 인접한 방사형 노선과도 병용을 배제했다. 전기 철도 화물차는 도로 곡선을 넘을 수 있지만, TTC의 방사상 작업의 마지막 몇 년까지는 도심으로 가는 화물 운행은 여전히 허용되지 않았다.
이 독특한 궤간은 모든 선로와 차량을 변환하는 것이 비용이 많이 들고 실질적인 이점이 부족하기 때문에 현재까지 남아 있다. 도시의 지하철 시스템에 대한 일부 제안으로 터널에서 노면 전차를 사용하여, 일부 노선이 부분적으로 터널 및 도시 거리에서 운행되는 경우가 있었기 때문에 동일한 궤간이 사용되었지만, 도시 철도 전용 아이디어의 경우 결과적으로 떨어졌다.
토론토 전차 및 지하철 시스템 외에도 Halton County Radial Railway의 박물관 전차 선로의 경우 4 ft 10 7⁄8 in (1,495 mm) 너비의 토론토 궤간을 사용한다.

### TTC 이전
그러나, TTC 소유권 이전에 전차 궤간은 오늘날의 4 ft 10 7⁄8 in (1,495 mm) 대신, 4 ft 10 3⁄4 in (1,492 mm) 또는 4 ft 11 in (1,499 mm) 중 하나였다.
레이몬드 L. 케네디(Raymond L. Kennedy)는 "전차 철도는 4 피트 10과 3/4 인치의 마차 궤간으로 건설되었습니다.(TTC는 이것을 4 10 7/8로 변경했으며 오늘날 지하철에서도 쓰이고 있습니다.)" 라고 말했다. 제임스 V. 샐먼(James V. Salmon)은 "도시 궤간(city gauge)"은 4 ft 10 3⁄4 in라고 말했다. 이 두 출처는 1912년 8월까지 토론토 전차 궤간에 전적으로 자리잡은 던다(Dundas)와 킬 스트리트 (Keele Streets)의 교차점에서 이전의 전차 교차점을 묘사하고 있었다. 교차점은 토론토 교외 철도와 토론토 철도 회사에서 사용되었다.
그러나, 캐나다 박물관 협회의 박물관학자 자문위원인 켄 허드(Ken Heard)는 "이 계약의 조건 중 하나는 선로 궤간이 화차를 대응하게 하는 것이 었습니다. 마차 철도 궤간이 스텝 레일 이었기 때문에, 내부에 플랜지가 달린 철제 차륜이 장착된 마차가 선로의 바깥쪽 또는 위쪽 부분에서 달려 들었습니다. 화차 차륜은 자연스럽게 플랜지를 가지고 있지 않았습니다. 이것들은 철제 차륜과 목재로 만들어졌습니다. 화차는 선로의 안쪽 또는 아래쪽 부분을 사용합니다. 궤간의 위쪽 부분은 선로위의 화차 유도를 합니다. 이 배열을 받아들이기 위해 궤간은 4 피트, 11 인치가 되어야 했습니다. 거리 자체가 포장되지 않았기 때문에, 이 배치는 무거운 짐을 운반하는 화차가 안정된 노반을 허용하였습니다."라고 말했다. 토론토 철도 회사 헌장은 TTC 기준에 대한 허드의 성명서를 뒷받침하기 위해 "시스템의 궤간은 (4 ft. 11 in.)는 본선과 그 확장 구간에서 유지되어야 한다."고 말했다.

## 같이 보기
- 토론토의 시내버스
- 토론토 지하철
- 퀸 서브웨이 선
- 캐나다의 경전철
- 북아메리카의 경전철 이용객 목록
- 북아메리카의 노면전차 (북미 지역의 다른 노면전차 노선)
- 토론토의 메트로링스 경전철 계획 노선 (구 트랜싯 시티)
  - 에글린턴 크로스타운 선
  - 핀치 웨스트 LRT
  - 셰퍼드 이스트 LRT
- TTC Peter Witt streetcar
- TTC Birney Cars (TTC가 운영하는 노면 전차 모델)